# 刘家馆子镇
刘家馆子镇，是中华人民共和国吉林省四平市梨树县下辖的一个乡镇级行政单位。

## 行政区划
刘家馆子镇下辖以下地区：
长安社区、北六家子村、大力虎村、东卡篓村、东五家村、韩家村、纪家村、刘家馆子村、龙山村、南六家子村、三家窝堡村、炭窑村、王河村、苇田村、吴家坨子村、乌兰村、西卡篓村和西五家村。